# Musée archéologique national de Parme
Le Musée archéologique national de Parme (en italien : Museo archeologico nazionale di Parma) est situé à Parme, dans l'aile sud-ouest du Palazzo della Pilotta, il est fondé en 1760 et c'est l'un des premiers musées archéologiques à être construit en Italie.

## Histoire
En 1760, Le duc de Parme, Philippe de Bourbon fonde le musée pour abriter les découvertes de la ville romaine de Veleia.
À partir du milieu du XIXe siècle, les découvertes venant des Terramare sont venues s'ajouter à la collection.